# Aravaipaïta
L'aravaipaïta és un mineral de la classe dels halurs. Rep el seu nom del districte miner d'Aravaipa, indret on es troba aquest mineral.

## Característiques
L'aravaipaïta és un halur de fórmula química Pb₃AlF₉(H₂O). Cristal·litza en el sistema triclínic. La seva duresa a l'escala de Mohs és 2. Va ser aprovada per l'Associació Mineralògica Internacional l'any 1988. És un mineral estretament relacionat amb la calcioaravaipaïta, la qual té calci dominant i no conté aigua. També existeix una altra espècia anàloga amb bari encara sense anomenar relacionada amb aquesta.
Segons la classificació de Nickel-Strunz, l'aravaipaïta pertany a «03.DC - Oxihalurs, hidroxihalurs i halurs amb doble enllaç, amb Pb (As,Sb,Bi), sense Cu» juntament amb els següents minerals: laurionita, paralaurionita, fiedlerita, penfieldita, laurelita, bismoclita, daubreeita, matlockita, rorisita, zavaritskita, zhangpeishanita, nadorita, perita, calcioaravaipaïta, thorikosita, mereheadita, blixita, pinalita, symesita, ecdemita, heliofil·lita, mendipita, damaraïta, onoratoïta, cotunnita, pseudocotunnita i barstowita.

## Formació i jaciments
Es forma a la zona oxidada del dipòsit epitermal de plom-coure-plata en breccia riolita-esquist silicificada. Sol trobar-se associada a altres minerals com: quars, pseudograndreefita, linarita, laurelita, grandreefita, galena, fluorita, caledonita o anglesita. Va ser descoberta l'any 1988 a la mina Grand Reef, al districte d'Aravaipa, al Comtat de Graham (Arizona, Estats Units), l'únic indret on se n'ha trobat.